# المسار 3 (قطار الرياض)
المسار الثالث أو المسار البرتقالي أو الخط البرتقالي هو أحد الخطوط الستة لشبكة قطار الرياض «مترو الرياض» بمدينة الرياض وسط السعودية.
يغطي محور طريق المدينة المنورة – طريق الأمير سعد بن عبدالرحمن الأول بطول 40.7 كيلومتر. تم افتتاحه رسمياً في 5 يناير 2025م
تم بناؤه وتصميمه من قبل تحالف الرياض نيو موبيليتي، عبارة عن تحالف شركات وي بيلد (ساليني إمبريجيلو سابقاً) وبومباردييه وأنسالدو إس تي إس، ولارسن أند توبرو ونسما وشركاهم، وشركة وورلي.

## المسار
| الرمز | اسم المحطة              | محطة تحويل                                                                                     |
| ----- | ----------------------- | ---------------------------------------------------------------------------------------------- |
| 11    | طريق جدة                |                                                                                                |
| 12    | طويق                    |                                                                                                |
| 13    | الدوح                   |                                                                                                |
| 14    | المحطة الغربية          | مسار الحافلات السريع 12 للمحطة الغربية ومسار حافلات النقل العام للمحطة الغربية الخط الأزرق 730 |
| 15    | شارع عائشة بنت أبي بكر  | مسار حافلات النقل العام بطريق المدينة المنورة الخط الأخضر 11                                   |
| 16    | ظهرة البديعة            | خط حافلات النقل العام لطريق المدينة المنورة الخط الأخضر 13                                     |
| 17    | سلطانة                  | خط حافلات النقل العام لطريق المدينة المنورة المسار البنفسجي 15                                 |
| 18    | الجرادية                | خط حافلات النقل العام لطريق المدينة المنورة المسار البنفسجي 17                                 |
| 19    | مجمع المحاكم            |                                                                                                |
| 20    | قصر الحكم               | قصر الحكم (المسار الأزرق) 28                                                                   |
| 21    | الحلة                   |                                                                                                |
| 22    | المرقب                  |                                                                                                |
| 23    | الصالحية                |                                                                                                |
| 24    | المدينة الصناعية الأولى |                                                                                                |
| 25    | سكة الحديد              |                                                                                                |
| 26    | الملز                   | مسار الحافلات السريع صلاح الدين الأيوبي رقم 16                                                 |
| 27    | حي جرير                 |                                                                                                |
| 28    | جامع الراجحي            |                                                                                                |
| 29    | طريق هارون الرشيد       |                                                                                                |
| 30    | النسيم                  | النسيم (المسار البنفسجي) 21 وتقاطع النسيم 12                                                   |
| 31    | شارع حسان بن ثابت       | خط حافلات النقل العام 540 المسار الأزرق السادة 05                                              |
| 32    | خشم العان               |                                                                                                |